# Oxydia trychiata
Oxydia trychiata är en fjärilsart som beskrevs av Achille Guenée 1858. Oxydia trychiata ingår i släktet Oxydia och familjen mätare. Inga underarter finns listade i Catalogue of Life.